# Музыка Италии
Итальянская музыка — часть культуры коренных народов Италии и её государств-предшественников.

## Истоки
Италия до известной степени считается колыбелью музыкального искусства, многие отрасли которого получили в ней своё первоначальное развитие. До нашей эры музыка древних римлян сперва находилась под влиянием музыки этрусков. Ей сопровождались театральные представления, ею пользовались на празднествах, при жертвоприношениях, в военных походах.
Итальянские народные песни включают в себя баллады, лирические песни, колыбельные и детские, сезонные и танцевальные песни. Баллады чаще встречаются в северной Италии, а лирические песни преобладают на юге.
В самую позднюю пору римской цивилизации появился целый ряд писателей о музыке, одним из которых был философ-неоплатоник и христианский теолог Боэций, изложивший в своих пяти книгах «О музыке» теорию греков, положил этим трудом основание всей средневековой теории музыки.
С водворением на Апеннинском полуострове христианства музыка получает своё развитие в Римской католической церкви. Первыми крупными деятелями в области церковной музыки являются: епископ миланский Амвросий Медиоланский установивший четыре аутентических лада и амвросианское пение, основанное на этих ладах, и папа римский Григорий Великий, прибавивший четыре плагальных лада к амвросианским, расширивший пение католической церкви и составивший сборник напевов (антифонарий). Нотные знаки — невмы, принятые Григорием в антифонарии, могут считаться прототипом современной нотации.
Ещё большее внимание на нотацию обратил Гвидо д’Ареццо (Аретинский). Помещая невмы на линиях и между ними, он достиг довольно точного обозначения каждого звука. Введение упрощенного нотоносца составляет большой шаг вперед в усовершенствовании нотного письма. Большое значение имеет и сольмизация д’Ареццо. Хотя голландцы и внесли в Италию искусство контрапункта, но именно здесь контрапункт достиг высшей степени развития в творениях Джованни Пьерлуиджи Палестрины, представителя римской школы духовной музыки. Эта музыка имела также заметных деятелей в лице Андрея Габриели и его племянника Джованни Габриели, в блестящей венецианской школе музыки. Последний оказал немалое влияние на развитие в Европе инструментальной музыки.
Хотя в Италии и культивировался контрапункт, развилась гармония, но с наибольшей любовью итальянский народ относился и относится сейчас к выразительной мелодии. В этом и лежит главная причина успеха итальянской музыки. Несмотря на то, что полифоническая многоголосная музыка в XV и XVI веках царила в стране повсюду, стремление в мелодичной одноголосной музыке, с более лёгким сопровождением, прорывалось, усиливалось и наконец в конце XVI — начале XVII века взяло верх.
Зародыш гомофонического стиля, состоящего из мелодий с аккордовым сопровождением, встречается еще в XVI веке у певцов с лютней, в светских хорах «фротоле» и, наконец, в мадригалах. Большей самостоятельностью в этом направлении выделяется Винченцо Галилей (конец XVI столетия), положивший на голос, с аккомпанементом виолы, сцену Уголино из «Ада» Данте Алигьери. В гомофонном же стиле написал свои церковные концерты Лодовико Виадана. Джулио Каччини написал собрание сочинений для пения соло, изданное в 1602 году под названием «Новая музыка» (Le nuove musiche). Влияние полифонной музыки было настолько сильно, что в драматических представлениях XV—XVI века даже слова отдельных лиц порой пелись хором.
Во Флоренции, в эпоху Возрождения, впервые было обращено внимание поклонниками древнегреческой трагедии на введение гомофонии в сценические представления. Речитативная форма выработалась благодаря кружку музыкальных деятелей (Винченцо Галилей, Джулио Каччини, Якопо Пери, Эмилио де Кавальери, либреттист Оттавио Ринуччини), собиравшихся во Флоренции сперва у графа Варди, а затем у Джованни Корси. Первую драму с музыкой, «Дафне», написал Пери (1594). Сухой речитатив в опере переходит в более округленную мелодию (ариозо) благодаря Клаудио Монтеверди, много содействовавшему развитию драматического стиля. Этот новатор впервые применил неприготовленные диссонансы, ввел в оркестровку тремоло, пиччикато на струнных инструментах. Опера распространилась из Флоренции по многим городам Италии и получила особое развитие в сочинениях Алессандро Скарлатти, установившего форму арии (с da capo) и форму итальянской увертюры, имевшей впоследствии большое влияние на развитие симфонических форм. Он же ввел речитатив с аккомпанементом (recitativo accompagnato, a tempo). Его ученики — Лео, Порпора, Логрошино, Греко. Из них Лео своими концертами для виолончели, с аккомпанементом трёх струнных инструментов, положил начало квартетной музыке. Логрошино создал комическую оперу (opera buffa), в отличие от большой, названной opera seria. К неаполитанской школе принадлежат также Перголези, автор комических опер, Никколо Пиччини, развивший арию с da capo в форму рондо, Паизиелло, Чимароза и Сарти.
По мере своего развития, итальянская опера все более получала виртуозный характер: успех композитора был связан с большим количеством эффектных, колоратурных арий, внешняя сторона преобладала над музыкальной драмой. Виртуозное пение продолжало составлять главную сущность итальянской оперы в начале XIX века. Более серьезное отношение к задаче музыкальной драмы заметно, до известной степени, в операх Джоаккино Россини, в особенно в опере «Вильгельм Телль», в которой выступает верная драматическая декламация, музыкальная характеристика, стремление к местному колориту. К числу итальянских композиторов первой половины XIX века принадлежат, в частности, Спонтини, Беллини и Доницетти; к более позднему времени — Джузеппе Верди, поставивший итальянскую оперу на новую художественную высоту.
Духовная музыка после Палестрины начала постепенно подпадать под влияние оперы. Влияние гомофонии сказалось в кантатах Кариссими, сочинениях Страделлы, Перголези и других, хотя строгий контрапунктический стиль культивировался еще многими композиторами, например Алессандро Скарлатти, Клари и прочими.

## Опера
Опера возникла в конце XVI столетия в Италии, как попытка группы учёных-гуманистов, литераторов и музыкантов возродить древнегреческую трагедию в виде dramma per musica.
Оперное влияние особенно сказалось в Венеции, где в XVII веке в церковную музыку проникли речитатив, ария и пр.; но и тут были представители контрапунктического направления, как то Легренци, Лотти, Кальдара, Марчелло, и позднее Галлуппи. В Венеции развилась до высокой степени форма фуги, в особенности благодаря трудам Алессандро Польетти. В более позднее время оперный стиль взял окончательный перевес, что можно видеть в произведениях Россини и Верди.
Итальянская школа пения считалась, по справедливости, в то время лучшей. Отличительные черты ее: простота, натуральность, свобода, полет, благородство, сила, уверенность, чистота и естественность интонации, четкое произношение, как в речитативе, так и в cantabile, отделка колоратуры.
К числу основателей сольного пения относятся Винченцо Галилей, Каччини, Пери. Знаменитые музыкальные педагоги XVII—XVIII века: Кариссими, Алессандро Скарлатти, Маццокки, Пистокки, Бернакки. Певцы того же времени — Ферри, Фаринелли, певицы — Виктория Архилеи, Фаустина Бордони (XVIII век). К более позднему времени принадлежат певцы Рубини, Тамбурини, Лаблаш, Марио, певицы Джулия Гризи, Бозио, Лагруа, Патти.
В начале XX века Италия поддерживала романтическую оперную музыкальную традицию, примером которой являются композиторы так называемой не молодой школы: Арриго Бойто , Руджеро Леонкавалло , Пьетро Масканьи и Франческо Чилеа. Джакомо Пуччини, который был композитором-реалистом, был описан Энциклопедией Britannica Online как человек, который «фактически довел историю итальянской оперы до конца».

## Симфония
Симфо́ния (др.-греч. συμφωνία — «созвучие, стройное звучание, стройность») — музыкальное произведение для оркестра. Как правило, симфонии пишутся для большого оркестра смешанного состава (симфонического), но существуют и симфонии для струнного, камерного, духового и других оркестров; в симфонию могут вводиться хор и сольные вокальные голоса. Известны и такие разновидности жанра, как симфония-концерт (для оркестра с солирующим инструментом) и концертная симфония (от двух до девяти солирующих инструментов), родственные по своему строению концерту. По аналогии могут принимать название «симфония», вместе с элементами жанровой структуры, произведения для хора (хоровая симфония) или инструмента (особенно органа, реже — фортепиано). Симфония может сближаться с другими музыкальными жанрами, образуя такие гибридные жанры, как симфония-сюита, симфония-фантазия, симфония-поэма, симфония-кантата.
Классическая симфония (созданная композиторами венской классической школы) состоит, как правило, из четырёх частей, написанных в сонатной циклической форме; в XIX—XX веках широкое распространение получили композиции как с бо́льшим, так и с меньшим количеством частей.
В академической музыке симфония занимает то же место, какое в литературе принадлежит драме или роману. Она дала название новому, неизвестному прежде составу оркестра и самой значительной области инструментальной музыки — широкому спектру её форм и жанров, объединяемых понятием «симфоническая музыка».
Если в XVIII и на протяжении почти всего XIX века симфония развивалась преимущественно в Германии, Австрии и во Франции, то в XX веке этот жанр получил распространение во многих странах Европы и Америки; соприкосновение с новыми музыкальными культурами обогатило симфонию и формально, и содержательно. Свой вклад в развитие жанра внесли и итальянцы, такие как Альфредо Казелла, Джан Франческо Малипьеро..

## Балет
Италия, особенно Милан, была центром придворного балета уже в пятнадцатом веке. Первыми хореографами и композиторами балета стали Фабрицио Карозо и Чезаре Негри. Стиль балета, известный как " Итальянские шоу ", экспортированный во Францию из Италии, закрепился, и первый балет, исполненный во Франции (1581), балет Comique de la Reine , был поставлен итальянским артистом Baltazarini di Belgioioso.
После Французской революции танцевальное искусство Италии стало развиваться, во многом благодаря усилиям хореографа Сальваторе Вигано. Он стал учителем танцев в Ла Скала в 1812 году

## Эстрада
Наиболее известные в мире итальянские эстрадные артисты: Адриано Челентано, Тото Кутуньо, Аль Бано и Ромина Пауэр, Рикардо Фольи, Виола Валентино, Робертино Лорети, Джанни Моранди, Роберто Дзанетти (Savage), Пол Мадзолини (Gazebo), Пупо, Тони Эспозито, Умберто Тоцци, Эрос Рамаццотти, Ricchi e Poveri.